# Titaneller
Titaneller (Titaantjes) är en berättelse av den nederländske författaren Nescio (pseudonym för J.H.F Grönloh). Berättelsen publicerades första gången 1915 i tidskriften Groot Nederland i Amsterdam.
Historien utspelar sig runt sekelskiftet 1900 och innehåller karaktärer som blivit kända även utanför litteratursfären i Nederländerna: Bavink, konstnären som blir besatt av att måla solnedgångar, Hoyer, den självsäkre men misslyckade poeten och berättaren Koekebakker som är Nescios alter ego. Titeln anspelar på en diminutivform av den grekiska mytologins Titaner, det vill säga ”små titaner”. Titanerna gjorde uppror mot sina föräldrar, som var världens skapare, och tog makten – bara för att senare störtas av sina barn, de olympiska gudarna med Zeus i spetsen.
På samma sätt vänder sig Nescios små titaner mot den äldre generationens världsordning. Men Nescio breddar symboliken runt titanellerna så att de blir en sinnebild för alla som försöker gå sin egen väg och vända sig mot den rådande ordningen. Även om de är utlämnade till sig själva, utan att ens Gud kan göra något för dem, så är de ändå en sorts moraliska segrare: ”Jag beklagar att ni måste bryta nackarna och att jag måste låta dessa herrar frodas, men nu är jag ju bara Gud.” Och titanellerna måste verkligen stryka flagg för alla vardagsrealiteter. Verkligheten hinner ifatt, alla tvingas in i grottekvarnen och får antingen gömma sina ideal i lätt melankoliska minnen, eller ”kliva av” för gott.
Nescios självironiska och lätt vemodiga stil har gjort att Titaneller idag ses som en modern klassiker i Nederländerna.